# Преступление и наказание (опера)
«Преступле́ние и наказа́ние» — опера Эдуарда Артемьева по мотивам одноимённого романа Фёдора Достоевского на либретто Андрея Кончаловского, Юрия Ряшенцева (при участии Марка Розовского) и стихи Юрия Ряшенцева. Первоначально в сильно переработанном виде поставлена театральной компанией АНО «Театр мюзикла». Мировая премьера состоялась 17 марта 2016 года в «Театре мюзикла», Москва, Россия. Постановка и мировая премьера полной композиторской версии оперы состоялась в Санкт-Петербурге 1 декабря 2021 года

## История создания и сценическая судьба
Идея создания музыкальной версии знаменитого романа принадлежит Андрею Кончаловскому. Эмигрируя в 70-х годах XX века в США, он передал композитору Эдуарду Артемьеву либретто, написанное совместно с Юрием Ряшенцевым и Марком Розовским. 
«На создание оперы меня подвиг Андрон Кончаловский. Либретто он писал вместе с Марком Розовским и Юрием Ряшенцевым, который практически не менял стиль Достоевского, филигранно нашёл рифмы и ритмы. Благодаря ему в опере появилась шарманка — Достоевский писал, что Раскольников очень любил звуки шарманки, особенно зимой, когда тускло горели газовые фонари и падал снег, и это приводило его в состояние некоего сна — очень точный образ промозглого Петербурга.» (Э. Н. Артемьев) 
В 1979 году Артемьев приступил к написанию партитуры. В последующие тридцать лет было создано множество эскизов, которые его не устраивали, и работа начиналась заново. Первоначально задумывалось, что произведение под названием «Раскольников» будет оперой в ключе мистерии, но постепенно жанр перерос в зонг-оперу, которая в результате эволюционировала в рок-оперу (2016). Также Артемьев заявлял, что звучание альбома будет похожим на стиль из его альбома «Тепло Земли», в качестве примера будущего звучания он привёл композицию «Надежда» в исполнении Жанны Рождественской. В настоящее время обозначение жанра произведения как «опера» и «рок-опера» в различных публикациях сосуществуют. 
«В музыке я был ничем не ограничен. Опера сделана в полистилистике — там большой симфонический оркестр, рок, джаз, фьюжн, электроника, русский фольклор, православное песнопение, городской романс, кабацкая музыка — всё это соответствует тому, что есть у Достоевского.» (Э. Н. Артемьев) 
Работа над музыкальным материалом была завершена в 2007 году. Осенью был выпущен и презентован двухдисковый альбом. В его записи приняли участие Российский государственный симфонический оркестр кинематографии, Хор Академии хорового искусства и несколько ансамблей различных музыкальных направлений. Вокальные партии исполнили Владимир Ябчаник (Родион Раскольников), Наталья Сидорцова (Соня Мармеладова), Юрий Мазихин (Порфирий Петрович), Александр Маракулин (Свидригайлов), Галина Борисова (Алёна Ивановна) и другие. Планировалось, что задумка оживёт на театральной сцене через год (рассматривался «Театр киноактёра»), однако этого не случилось. Кончаловский даже пытался передать режиссуру в другие руки, но смельчаков не нашлось.
В 2013 году продюсер «Театра мюзикла» Давид Смелянский предложил авторам вернуться к созданию театральной постановки. Проект под режиссёрским руководством Андрея Кончаловского был запущен в новую разработку в 2015 году. Пришлось переработать либретто, так как оно было написано более тридцати лет назад и по мнению Андрея Кончаловского нуждалось в адаптации для современного зрителя. Время действия авторы размыли, но угадываются черты прошлого, настоящего и будущего. Изменения коснулись и партитуры: из четырёхчасового материала команда создала наиболее подходящий вариант для постановки спектакля, сохранив все музыкальные стили, задуманные композитором. Здесь присутствуют опера, рок-опера, народная и городской романс.
В команду постановщиков рок-оперы были приглашены и зарубежные специалисты: Мэтт Диили (художник-постановщик) из Великобритании; Юрий Посохов (хореограф-постановщик) и Куинн Уортон (хореограф) из США. Декорации для спектакля изготавливались в Лондоне. Их изначально сделали мобильными, чтобы в случае успеха была возможность использовать их на другой площадке или в гастрольной версии. Также будет применяться 6D-видеомэппинг при помощи 12 проекторов.
Был проведён масштабный и серьёзный кастинг по всей России. Кончаловскому требовались «выдающиеся музыкальные таланты для исполнения партий, которые очень сложны». Например, на роль Сони Мармеладовой претендовали около 1500 девушек. По результатам кастинга на каждую роль было определено до пяти человек, но репетиционный период оставил только сильнейших. Всего в труппе спектакля задействовано более 60 артистов.
Для первых репетиций арендовали павильон в «Мосфильме», где были установлены условные декорации. С середины января 2016 года создатели и труппа полностью погрузились в окончательную подготовку к премьере спектакля, но уже на сцене «Театра мюзикла». В связи с чем компания на время прекратила прокат своих действующих постановок. Премьера рок-оперы «Преступление и наказание» состоялась 17 марта 2016 года и была приурочена к 150-летию выхода романа (был опубликован в декабре 1866 года).
Несмотря на определенный успех постановки, композитор Эдуард Артемьев не был удовлетворен её результатом. Основные претензии касались качества исполнения музыки кардинально сокращенным составом музыкантов и сюжетных переработок, которые исказили творческий замысел композитора до неузнаваемости. Посетив одну из постановок, автор был изумлён радикальностью перемен сюжета и резюмировал, что не «имеет к этому никакого отношения».
Новый этап жизни оперы начался 1 декабря 2021 года в Санкт-Петербурге, где в присутствии и под руководством автора состоялась мировая премьера оперы в полной композиторской версии на сцене. Масштабное произведение, над которым Эдуард Артьемьев работал столько лет, мыслилось автором, как большая опера-мистерия, полистилистическое произведение, сочетающее в себе разнообразие жанров и стилей: рока, джаза, фольклора, классической оперы, духовных песнопений и мюзикла. Исходя из этой грандиозной задачи в постановке задействован тройной состав симфонического оркестра, усиленный группой народных инструментов, синтезаторов, акустических и электро-гитар и ударных установок, академический и народные хоры. Требовательный к качеству звука и осознанному наполнению звукового пространства композитор снабдил партитуру подробными техническими указаниями по особенностям и тонкостям исполнения, а также подробными ремарками, касающимися происходящего на сцене. В этом партитура «Преступления и наказания» отчасти напоминает страницы партитур опер Джакомо Пуччини, который также придавал большое значение целостности восприятия музыки и сценического действия.

Постановка, посвященная 200-летию со дня рождения Ф. М. Достоевского, показала, что сценическое воплощение произведения в его полной композиторской версии возможно. Сценическую версию оперы подготовил Фонд «Общество возрождения художественной Руси 1915» при поддержке Министерства культуры Российской Федерации, Российского фонда культуры, с использованием гранта, предоставленного ООГО «Российский фонд культуры», в партнерстве с Российским музыкальным союзом (РМС) и Национальным фондом поддержки правообладателей.
«Писал долго, больше 20 лет. Бросал и сдавался, в какой-то момент меня стал подавлять гений Достоевского. Но последние два года работы над оперой я прожил, совершенно отключившись от мира. И это было самым счастливым временем моей жизни. Никто не подгонял. Зато я отвечаю за каждую ноту. Сделал то, что мог и что хотел.» (Э. Н. Артемьев)
В 2020 году издательство «Композитор Санкт-Петербург» издало ограниченным тиражом партитуру оперы.
Композитор посвятил свой труд памяти супруги Изольды Алексеевны Артемьевой (1936—2019).

## Сюжет в оригинальной редакции (партитура)
Поскольку нет устоявшейся сценической версии оперы, изложение сюжета приводится по оригинальной партитуре, в последовательности ее номеров. В скобках приводятся номер трека на CD-версии оперы 2007 года.
Время и место действия конкретно автором не указано, но основные персонажи и их взаимодействие соответствуют миру и атмосфере романа Ф. М. Достоевского

### Акт I (CD I)

#### Сцена 1. Сенная площадь
1 (1). Пролог и интродукция: звучит шарманка, из тёмной глубины сцены появляется шарманщик, он поёт песню о человеческой природе, которая в отличие от животной имеет моральные пределы дозволенного, а человеческая гордыня, жаждет попрать эти границы («Давно, во прошлы лета…»).
Интродукция. Родион видит безобразный сон, его мучает повторяющийся ночной кошмар — воспоминание детства, когда он видел, как пьяная толпа издевается над лошадью. Это сон в звуках. На сцене лишь кровать, в которой угадывается лежащий человек. Это Родион Раскольников. Он внезапно просыпается. Все звуки исчезают. (В записи этого фрагмента нет).
2 (4). Манифест Родиона Раскольникова. Родион Раскольников, бедный студент, видит несовершенства мира, который его окружает, его занимают мысли о предназначении человека, о миссии героя, которому в отличие от прочих дано преступать моральные и человеческие законы ради высокой цели, ради блага всех людей («Не все на свете люди муравьи…»). (В записи этот номер идет после номера 3).
3 (2). Сенная площадь и ее обитатели. Сцена заполняется самым разнородным людом. Это — Сенная площадь. Здесь шарманщики, нищие, проститутки, городовые, студенты. Здесь же все главные персонажи. Дешевый калач или деликатесы, самогон или шампанское — неважно, что влечет сюда толпу, важно, что она во власти самых простых инстинктов. («Вот сошлись мы, люди, лошади, на Сенной на славной площади…»).
Вся площадь пускается в пляс. Среди толпы два баяниста и гитарист, аккомпанируя пляске, состязаются в искусстве импровизации. (В записи этого фрагмента нет.)
Площадь выстраивается в непонятную очередь, уходящую вверх, в темноту и спускающуюся из темноты снова вниз, где опять можно есть и пить. Раскольников долго роется в карманах и наконец находит монету. Он собирается купить бублик, но на него голодными лазами смотрит нищий. Раскольников отдает ему монету, на которую сам собирался купить себе еду. Теперь он с завистью смотрит, как едят другие.
Раскольников слышит песенку шарманщиков, как бы обращенную к нему и объясняющую смысл очереди, тянущейся вверх по лестнице. («Тут в переулке по соседству старушка деньги в рост дает…»).
4 (3). Соня у старухи-процентщицы. Соня приносит старухе для заклада фарфоровое «сердечко» («Вот сердечко старинное, фарфоровое. Примите в заклад…»). Старуха отказывается. Старается разломать сердечко. Соня протягивает руку, чтобы забрать его. Старуха внезапно кусает Соню за палец. Соня вскрикивает. Старуха швыряет сердечко, и оно, скатываясь по ступеням, разбивается на кусочки. Соня, плача, уходит.
Родион увидел Соню. Он хочет подойти к ней, но Шарманщик преграждает ему путь.
5 (5). Комментарий шарманщиков. («Тут в переулке — грех смертельный: торгуют девушки собой».)
Родион слушает шарманку и с неудовольствием замечает, что ее незатейливый «нищий» звук ему нравится.
Появляется Разумихин. Он видит Родиона и, обращаясь к нему, с энтузиазмом восклицает: «Родя! Друг мой студенческий! Пойдем ко мне! Тут рядом. У меня весело! Вечеринка! Попируем!».

#### Сцена 2. Студенческая вечеринка.
6 (6). Игра в жмурки. На сцене высвечивается комната Разумихина, куда хозяин приводит Раскольникова. Тот пришел сюда в надежде наконец поесть. На столе остатки пира. Комната полна студентов и студенток, шумно и весело играющих в жмурки. Водит маленький толстенький человек в мундире министерства юстиции. Он явно душа этой вечеринки. На глазах у него черная повязка, чтобы не видеть тех, кого он должен ловить («Ты ищи, ищи. Лови, лови, лови…»).
Порфирий «находит» Родиона. Играя на публику, демонстрируя проницательность, опознавая на пальце Родиона кольцо — подарок матери, заводит разговор о статье Раскольникова, которую недавно прочитал («Читал, читал, читал статейку вашу…»). Раскольников пытается объяснить, что смысл его статьи сводится к тому, «что ведь не все же люди муравьи, и гений не черта людскому сору. Таит он мысли гордые свои и в грозном деле ищет им опору!». Порфирий однако интерпретирует смысл статьи по-другому: «если нет значка подвинься и закон не задевай, если есть значок, резвися — кого хочешь убивай!».
(7) Неожиданно студенты достают из-за спин маски со свиными рылами, у которых на лбу красная печать. Студенты надевают маски на себя и танцуют вокруг Родиона, которому кажется, что он попал в кошмарный сон («Каравай, каравай, кого хочешь выбирай. Каравай, каравай, кого хочешь убивай…»).
Разгулявшиеся студенты «заворачивают» хоровод, который кружится все быстрее и быстрее. В центре его оказывается Раскольников. Постепенно хоровод разваливается и превращается в неуправляемую орущую толпу, полную агрессии.
Наконец Раскольников вырывается из этой безумной толпы и стремительно выбегает из квартиры Разумихина. За всем происходящим молча, внимательно наблюдает Порфирий Петрович.

#### Сцена 3. У старухи-процентщицы
7 (8). Речитатив Раскольникова «Кольцо, материнский подарок». Родион бредет по Сенной. Он так и остался голодным. И денег у него больше нет. Слышны шаги прохожих, тихий смех, проезжают экипажи с колокольчиками…
Родиону слышится голос матери («Поел бы ты, Родя»). Раскольников вынужденно решает заложить кольцо — материнский подарок.
Комната Старухи-процентщицы наполнена звуками различных часов: тиканьем, разнообразным боем, отбивающим время без всякой логики, шипением пусковых механизмов, — словом, заложенные вещи живут своей жизнью.
Старуха капризничает («Поздно, батюшка, никаких закладов, батюшка, спать хочу!»).
Раскольникову вдруг показалось, что закладные вещи, которыми набита комната Старухи-процентщицы, начинают «оживать». Они приходят в движение и проплывают мимо изумленного Родиона в замысловато-механическом танце. Бьют большие напольные часы. Раскольников приходит в себя, стряхивая это наваждение. (В записи оперы этого фрагмента нет.)
8 (9). Родион закладывает кольцо. Старуха соглашается принять кольцо в заклад за девяносто копеек с условием отдать рубль. Раскольников в отчаянии от собственной нищеты и безвыходности. Он роняет монету. Она со звоном катится вниз по ступенькам, и он, неловко пытаясь догнать ее, попадает в «квартал красных фонарей».

#### Сцена 4. «Квартал красных фонарей»
9 (10). Песня и танец гулящих девиц. Родион наталкивается на веселую компанию гулящих девиц. Среди них Раскольников замечает импозантного господина. Он явно душа общества. Девицы вьются вокруг него («Эй ты, в фуражечке, эй!»).
Девицы хохочут, окликают прохожих, отпускают какие-то шуточки — словом, веселятся.
К стайке девиц присоединяется импозантный господин. Он элегантно вьется среди поймавших кураж уличных охотниц («Ох, не просто девушке достаются денежки»).
10 (11). Речитатив Сони «Веточка вербная». Появляется Соня в одной рубашке. Палец на руке забинтован. Водка расслабила ее, сняла отпечаток профессии, сделал ребенком, каким она была до того, как получила «желтый билет». Она поет какую-то детскую песенку.
Господин S. Наклоняется к Соне и сладко «мурлычет»… Раскольников видит это и, обращаясь к городовому, просит увести ее, чтобы Господин на ней не надругался, ведь она еще «ребенок». Родион отдает деньги городовому. Господин уходит. Соня в отчаянии обвиняет Раскольникова в том, что тот лишил ее клиента, а, следовательно, и заработка, в то время как дома ее ждут голодные дети — её братья.
11 (12). Колыбельная матери. Снова Раскольникову слышится голос матери, ее колыбельная, которую она пела ему в детстве («Серый волк скрипит клыком, и мычит коровка…»). (В записи этот фрагмент звучит в сокращенной версии.)

#### Сцена 5. Сон Раскольникова
12 (13). Убийство лошади. Мужик в красной рубахе зазывает народ прокатиться на старой кобыле-кляче. Народ сомневается: «воз-то что хоромы, а лошадь-то что мышь!».
На площадь вываливается пьяная компания (человек 8-10 мужчин и женщин) с гармошками. Поют (больше орут и взвизгивают) нестройно, но с энтузиазмом: «Ой ли да ай ли, важна кобыла, да уж десять лет как скакать забыла».
«А я говорю: поскачет!». Мужик в красной рубахе начинает бить и хлестать лошадь кнутом, чтобы «пошла, уродина!». В толпе маленький Родя, ему жалко «бедную лошадку». Гуляки и пьяные подзуживают: «Эх гули, гули, гули, гули, ай-люли!..». Разудалая сцена заканчивается страшным криком: «Да топором её!» и ударом: «Хрясь!».
Сновидение гаснет.

#### Сцена 6. И чего-то в Питере не случается…
13 (14). Родион и шарманщики. Родион, очнувшись ото сна: «Какой безобразный сон! Неужто же можно вдруг бить по голове, скользить в крови, скользить в крови, о Господи, неужто?! Нет! Нет! Нет!». Родион поет созерцательную мелодию шарманки, позже ее подхватывают и повторяют шарманщики. (В записи песня шарманщиков отсутствует).
14 (15). Романс Господина S. «Одни фантазии в ходу, разврат, по крайности, природен…» — господин S в публичном доме в обществе девушек легкого поведения вальяжно разглагольствует о естественности и пользе плотских наслаждений («Уж так замыслил нас Господь…»). На шум, поднятый проститутками, появляется Луиза, их хозяйка. Она разгоняет девиц, нещадно бьет их и отнимает деньги.
15 (16). Соня и клиенты. Раскольников видит Соню. Она только что рассталась с клиентом («Вчера под вечер у вокзала так грустно музыка играла…»). Родион пытается поговорить с Соней, но ее окликает новый клиент. «Ужель мне быть подобьем муравья?», задается вопросом Раскольников. Снова звучит шарманка, Родион подпевает ей. Появляется Соня, клиент расплачивается с ней («Какой был сильный дождь под утро, а туфли высохли как будто… Боже, спасибо тебе!»). Родион возмущен: «Она на Бога может уповать, когда тут надо!..». В разговорах прогуливающейся мимо публики Раскольников различает слово «топор». Он в замешательстве.
16 (17). В кабаке. Мармеладов сидит за столом в окружении пьяных собутыльников. Он замечает вошедшего Родиона и обращается к нему. Хор пьяниц ехидно комментирует его слова. Мармеладов хватает Родиона за рукав, как бы ища у него поддержки. Пьяница выдергивает из толпы Соню. Мармеладов тянется к бутылке, хозяин которой продолжает дразнить его, приближая и отдаляя бутыль и требуя сначала «рассказа про дочку».
Пьяницы (кричат): Эхма, всё одно — расскажи про дочку! Соня кидается к отцу, защищая его от издевательств.
Мармеладов: Соня, уйди!..
Клиент хватает Соню за руку и уводит. Раскольников, наблюдавший всю эту сцену в оцепенении, начинает рыться в своем кармане, выворачивая его наружу в поисках монеты. Наконец он находит ее, кидается к трактирщику и, заплатив за шкалик, выливает его в стакан Мармеладова. Появляется скрипач-еврей. Он направляется к Мармеладову, исполняя что-то вроде импровизации, демонстрируя свое «виртуозное» владение инструментом. Половой заводит «музыкальную машину», в сопровождении которой Мармеладов исповедуется перед собутыльниками, радостно соглашающимися с тем какой он «подлец» и «свинья» («Вот дочь моя Соня…»). Появляется жена Мармеладова Катерина Ивановна, она упрекает мужа в пьянстве, в то время как дома сидят голодные дети. Достается от неё и Родиону. Мармеладов видит «божественное видение». Собутыльники поднимают его на смех. «Верую, каждый будет спасен и прощен…» в экстатическом исступлении молится пьяный Мармеладов. «О, треклятая жизнь!», восклицает Катерина Ивановна.

#### Сцена 7. Сенная. Толпа негодует.
18 (19). Студенты. На площадь выходит подвыпившая компания студентов и проституток («На Марию Магдалину прокутил студент полтину…»). Пьяница обнаруживает пропажу кошелька и обвиняет в воровстве Соню: «Воровка!».
19 (20). Толпа. «Развелось расплодилось ворья!». Толпа негодует. Соня пытается оправдаться, дважды призывая Раскольникова подтвердить, что она не воровка. Родион молчит, он ест. Слышится только скрежет оловянной ложки о миску. Толпа продолжает обвинять Соню в воровстве, пока один из студентов не успокаивает пострадавшего: «Да будет тебе со своим кошельком-то. Сколько там и было-то?». Студенты уходят, распевая песню о блуднице, что поверила Господу. (В записи последний хор студентов опущен).
20 (21). Ариозо Сони «Черные ночи». Лирическая исповедь героини прерывается репликами недоумевающей толпы («А? Хто? Ишь! Ась?..») и Раскольникова («Нет, тут должно решать не слово!..»).
21 (22). «Слыхали?». Толпа обсуждает старуху-процентщицу («Кабы энту бабу убить, да кабы бы её деньги забрать у бабы…»). В диалоге с шарманщиком обсуждается «арифметическая задачка» на справедливость: «Одну убил, а сотню спас…». Но одна эта мысль пугает людей.
22 (23). Предчувствие. Фантастическая картина вечерних сумерек. В воздухе повисает вопрос Шарманщика: «А ты убил бы?». «Пора узнать», — решает Родион.

#### Сцена 8. Исполнение замысла.
23 (24). Родион берет топор. Мы слышим монолог главного героя, в котором он бросает вызов, отвечая на вопрос Шарманщика, решает наконец «переступить черту», преодолеть тварную природу человека. Зритель не видит самого акта убийства и слышит лишь глухой, с долгим эхом, удар: преступление свершилось. Толпа на сцене с ужасом выдыхает: «Ах!».
24 (25). Слава Раскольникову! Труба за сценой возвещает ликующей толпе начало нового мира, явление пророка, спасителя и вождя. («Вот кого ждет весь мир, ждет Россия!»). Раскольников в экстазе поёт с хором о прекрасном новом мире, который теперь грядет. Родион подходит к толпе как повелитель, принесший счастье. Лишь Шарманщик, в упор подойдя к нему, тихо произносит: «Убивец!».
Возникает зловещая пауза.
Раскольников (в ужасе): Кто убивец?
Шарманщик: Ты и убивец!
Неожиданно толпа повторяет вслед за Шарманщиком (в одном ритме): «Ты убивец, ты убивец, ты убивец!»
Раскольников с расширенными от ужаса глазами смотрит на Шарманщика. Неожиданно к его ногам падает цветок. Раскольников машинально подбирает его, ищет глазами, кто его кинул. С третьей ступеньки лестницы, приподнявшись над толпой, ему приветственно машет рукой Господин из «увеселительного сада». В полной тишине он посылает Раскольникову воздушный поцелуй.
Конец первого акта.

### Акт II (CD II)

#### Сцена 9. На месте преступления
25(1). Монолог Раскольникова. Та же обстановка, та же кровать, что и в начале первого акта. Раскольников поднимается с кровати. Он ищет оправдания убийству («Герои, полководцы, короли — они ли весь свой век не убивали?»), принимая смутные угрызения совести за слабость. Звучит бодрый марш, который сменяют фанфары («Я для вас покой и свет!»).
26 (2). Комментарий шарманщиков. Шарманщики в стиле городской частушки сообщают о случившемся убийстве старухи. Раскольникова тянет на место преступления, он подходит к лестнице и внезапно вздрагивает: в толпе любопытных он вдруг узнает персонажей своего сна во главе с мужиков в красной рубахе. В руках мужика спеленутый ребенок.
27 (3). Сыскная метода Порфирия. Следователь Порфирий, изучающий место преступления — квартиру убиенной Старухи-процентщицы, — замечает в толпе любопытных Раскольникова, и с этого момента все свои реплики и действия он адресует Родиону. Неожиданно его игру прерывает появление мужика в красной рубахе — это тот же мужик из безобразного сна. Мужик заявляет, что это он убил Старуху-процентщицу. Толпа избивает его.
28 (4). Бей его! Толпа набрасывается на Мужика и, приплясывая, колотит его с наслаждением. Мужик с мольбой протягивает пищащий сверток в сторону Порфирия. Тот рассеянно берет его на руки. Городовые с трудом отбивают Мужика у толпы и уволакивают его. Толпа убегает за ними.
29 (в записи эта сцена опущена). Родион и Порфирий (Улика). Порфирий и Раскольников остаются вдвоем. Внезапно сверток в руках у Порфирия заливается плачем. Порфирий выглядит жалким и растерянным. Машинально он начинает укачивать ребенка («Серый волк скрипит клыком, и мычит коровка…»). Раскольников поражен, это же колыбельная его матери. Он бросается к теперь неподвижно и беззвучно лежащему на земле свертку, начинает разворачивать его и вскрикивает от неожиданности: в его руках вместо младенца оказывается топор. Раскольников судорожно заворачивает эту страшную улику в пеленки и кидается со свертком в руках к себе в каморку, крича: «Нет, ты доказательств подавай!».
30 (5). Речитатив и Ария Родиона «Что со мной?» (в записи речитатив опущен). Из темного угла, куда Родион спрятал топор, доносится жалобный плач младенца. Раскольников бросается на звук и видит всё тот же топор, который стремительно прячет по кровать. «Что со мной?», — задается вопросом Раскольников, — «Преступил, а счастья нет!». Он пролил кровь, чтобы спасти людей, но мрак вокруг него только еще больше сгущается. Родион борется со своей совестью, ему не дает покоя «подлое слово Убивец», он вспоминает о Соне и видит в ней свою единственную надежду вновь увидеть свет.

#### Сцена 10. У Сони
31(6). Притча о Лазаре. Раскольников явился к Соне со странной просьбой: прочитать ему сцену из евангелия о чудесном воскрешении Лазаря. Соня читает евангелие. Комментарий Шарманщиков об убийце и блуднице, вместе склонившимся над вечной книгой, звучащий коротким гимном чудесному воскресению, завершается мелодическим оборотом — музыкальным «автографом» композитора.
Раскольников, внимательно и угрюмо слушавший Сонино чтение, вдруг распрямился. Он поднимает голову, глядя прямо в небо и обращаясь к тому, о чьей силе только что пели Шарманщики: «Было? Нет! Ты доказательств подавай!» (в записи последний эпизод опущен).
32 (7). Речитатив Родиона «Не верую!». «Не верю в этот ветхий сон…», — восклицает Раскольников, — «и ты, легавый пёс, — ты доказательств подавай… Поборемся!». Раскольников, забыв о застывшей в изумлении Соне, выбегает из ее комнатки. Соня опускается на колени перед образом.
33 (8). Ария Сони «Кто он мне?». «Кто он мне, человек без веры..?», удивляется Соня, «кто я ему?». Трепетная душа Сони молится о спасении мятущейся души Раскольникова и в то же время полна сомнений в своих силах и своём праве на такой шаг. Этот номер — один из лирических шедевров композитора.

#### Сцена 11. Механическое пианино
34 (9). В кабинете Порфирия. На сцене квартира Порфирия, живущего при полицейском участке. Порфирий сидит за пианино, с увлечением наигрывая какой-то романс и мурлыкая себе под нос его тему. Когда, сразу вслед за стуком в дверь, в комнату врывается возбужденный Раскольников, Порфирий всей мимикой умоляет его не мешать, потерпеть, в то же время приглашая присесть и насладиться этим прямо-таки плотоядным музицированием. Раскольников, однако, всем своим видом выражает крайнее нетерпение и с места в карьер накидывается на Порфирия с упреками и обвинениями, на которые тот не отвечает, а только умоляюще, с блаженным видом мотает головой в экстазе от собственной игры.
На все слова Раскольникова Порфирий вспоминает о статье Раскольникова, которую прочел, и которая напомнила ему его собственную молодость…
35 (10). Романс Порфирия. Порфирий сожалеет об ушедшей молодости («Где эта дивная пора?»).
36 (11). Кошки-мышки. Кадриль. Дверь резко открывается. Входит городовой и без предисловий обращается к Порфирию.
Городовой: Ваше благородие, что с мужиком-то делать? Всё твердит, дескать, он убил Старуху-процентщицу, по умопомрачению…
Порфирий: Как не вовремя, как не вовремя… (Вдруг орет.) Вон!
Порфирий с досады бьет кулаком по пианино, и оно, оказываясь механическим, начинает играть кадриль. Порфирий пытается остановить взбесившийся инструмент, бьет еще раз, но пианино лишь на короткое время меняет программу и снова исполняет кадриль. Порфирий крутится вокруг пианино, пытаясь заставить его замолчать, но тщетно. Порфирий вдруг оставляет безуспешные попытки остановить музыку и внезапно сам начинает пританцовывать и подпевать, образуя дуэт с Раскольниковым, немало тем удивленным («Мы ведь с вами не детишки, а играем в кошки-мышки»). Порфирий не верит признанию мужика и на вопрос Раскольникова, кто же тогда убил, отвечает: «Как кто, батюшка, да вы и убили!».
37 (в записи сцена опущена). Раскольников в ужасе мчится из кабинета Порфирия при этом его преследуют голос Порфирия, его фразы из предшествующих разговоров: «Хе-хе…», «Сюда, сюда, батенька…», «Так вы же и убили…» и т. п.

#### Сцена 12. Снова у Сони
38 (12). Признание Родиона. Родион снова у Сони. Начиная издалека, Раскольников признается Соне в убийстве. Соня в ужасе от того, что Родион, убивая, сделал с самим собой («Как же ты мог? Ты голоден был?»).
39 (14). Ария Родиона «Меня сжигает вечный пыл». Раскольников открывает Соне свои убеждения и взгляды на убийство и право сильного на преступление. Он не раскаивается в убийстве Старухи-процентщицы, но сожалеет лишь о том, что его собственные угрызения совести скорее всего указывают на то, что и он, Раскольников, лишь «тварь», а никакой не «повелитель» и не «царь». Однако в оркестре вновь звучит фанфарная «тема гордыни» и Раскольников, вдохновленный примером Лазаря, надеется на воскрешение в нем собственной личности.
40 (15). Речитатив Сони («Поди, встань на перекрестке»). Соня убеждает Родиона, что возродиться к новой жизни можно только через покаяние и искупление. Однако Раскольников не готов идти «донести на себя».
41 (16). Ариозо Сони «Как можно жить с таким грехом?». Соня восклицает: «Как жить с таким грехом…?». «Привыкну», стиснув зубы, трижды отвечает ей Родион.
42 (17). Дуэт Сони и Родиона. В открывшейся страшной правде герои раскрывают друг другу свои мысли и чувства. Звучит классический «дуэт согласия» — «Боже, даждь нам сил!». Теперь они всегда будут вместе.
На последних словах Раскольников бежит в глубину комнаты, отдергивает занавеску и замирает. Там, держа руки за спиной, стоит Господин S.

#### Сцена 13. Увеселительный сад
43 (18). Нежданная встреча. На раздраженный вопрос Раскольникова «Вы?! Что вам здесь надо?..» Господин S. задумчиво и отстраненно рассуждает о предстоящем затоплении города. Вдали раздается пушечный выстрел, возвещающий о наводнении.
Господин S. вдруг достает из-за спины цветок, очень похожий на тот, что он бросил в финале первого акта, вручает его растерянному Раскольникову и, очень интимно беря его под руку, выводит на Сенную площадь, полную обычных своих обитателей. Двое в черном проносят пустой гроб и прислоняют его к стене дома.
(19). [Как представляется автору,] Господин S. и Раскольников идут по одной из набережных Санкт-Петербурга. Где-то вдали играет духовой оркестр, и они, беседуя, двигаются в сторону этих звуков, приближаясь к ним. Господин S. ранее подслушал разговор Родиона с Соней и теперь убеждает Раскольникова в том, как много у них общего. По пути они встречают разнообразную публику, «проплывающую в ритме вальса». Наконец Родион и Господин S. выходят к увеселительному саду. Здесь танцующие пары заканчивают тур вальса.
Раскольников обреченно ожидает действий Господина S. Но тот неожиданно поднимает цветок, брошенный Раскольникову, и вдевает ему в петлицу. В то же время к Раскольникову подскакивает студент и студентка с его брошюрами в руках и просят автографы. Родион механически ставит подпись, и те отбегают, стоят поодаль.
Господин S. начинает пританцовывать. Постепенно увлекаясь, он все более усложняет танец, подпевает, насвистывает. Во всей это клоунаде чувствуется какое-то исступление.
Родион и Господин S. приходят к увеселительному саду. Духовой оркестр заканчивает свой номер. Вступает сценический оркестр, и Господин S. начинает излагать свое кредо «А я вас понимаю и люблю…»). Он в шутливой манере предлагает Раскольникову заключить своеобразный союз: «я — губить молодых, вы — старух убивать», ведь убийство, по мнению Господина S., — наивысшая форма разврата и сладострастья. Раскольников возмущен: он, взяв топор, думал о вечности. «Вечность? А что такое вечность?» — вопрошает Господин S.
44 (20). Кредо Господина S. «С младых ногтей пугают нас пороком…». А что если никакой вечности нет? «А что когда вся вечность — только банька с пауками?». Господин S. в задумчивости подходит к прислоненному к стене гробу, в руках у него пистолет. Он втискивается в гроб и подносит пистолет к виску…
Выстрел.
Толпа: А-ах!
Господин S. роняет пистолет из уже мертвой руки. И лишь Раскольников с брошюрой в руках не замечает произошедшего.
Раскольников (нервно листая брошюру): Как там у меня?..
Студенты с готовностью подскакивают к нему с такими же книжечками. Раскольников поднимается по лестнице, с которой он спускался в конце первого акта.
Раскольников: сейчас найду…
45 (21). Родион и Шарманщики. За сценой заиграла шарманка. Звуки ее приближаются. Раскольников оправдывается, что писал о том, что «не каждый вправе убивать». Шарманщики рассказывают новость о самоубийстве какого-то важного Господина.
46 (22). Мать Родиона теряет рассудок. Только комментарии Шарманщиков обращают внимание Раскольникова на Господина S., лежащего в гробу. Тем временем издали доносится голос Матери Родиона. Она появляется в окружении толпы молодых людей, с любопытством слушающих ее больные бессвязные речи. Мать раздает им брошюры со статьей сына. Толпа заслоняет гроб.
Раскольников, с ужасом слыша эти слова из уст матери, кидается к ней, но толпа студентов с брошюрами преграждает ему путь, требуя автографов. Раскольников не может вырваться из этой тянущей к нему руки толпы.
Медленно качаясь — вот-вот упадет, — Мать исчезает в толпе обывателей.
Шарманщики в площадной манере комментируют это событие («Тут в переулке, по соседству, старушка мать сошла с ума…»). Раскольников, потрясенный, застывает на лестнице, у ее основания, там, где задержали его охотники за автографами (этого эпизода в записи нет).

#### Сцена 14. Наводнение
47 (23). Вода прибывает. Порывы ветра гонят сор по улицам Санкт-Петербурга, заставляя прохожих двигаться перебежками, прижимаясь друг к другу.
48 (24). Гибель Мармеладова. Из толпы раздается истошный крик: «Человека задавили!». Зеваки и случайные прохожие вокруг комментируют зловещую кровавую сцену «смерти пьяницы». Катерина Ивановна, жена Мармеладова проклинает мужа. Слышится заупокойное пение.
49 (25). Комментарий Шарманщиков и смерть Катерины Ивановны. Шарманщики, по обыкновению поют куплеты о происшедшем. Катерина Ивановна, уповая на справедливость Батюшки-царя в отношении своих детей-сирот, отдает Богу душу. Шарманщики снова поют, но уже своеобразный возвышенный реквием по усопшим.
Возникает тревожный гул бушующей стихии. Мощь его быстро нарастает. Нева хлынула в город.
50 (26). Наводнение. Финал. Порывы ветра становятся сильней, вторгаются в музыку, на сцену летят брызги. Ветер несет людей по сцене. Они группами и по одному исчезают с неё. Вода прибывает. Раскольников поднимается по лестнице всё выше, отступая от волн. Мимо него волны проносят гроб с Господином S., лежащем в какой-то странной — не то мертвой, не то живой — позе. Проплывает мимо плотик с механическим пианино, за которым приютился Порфирий. Увидев Раскольникова, он тотчас начинает делать ему приглашающие жесты пальцами. Но Раскольников в ужасе отталкивает от лестницы плотик, и его проносит мимо. Волны наступают, Раскольников забирается всё выше. Он забивается в какой-то темный угол. Сквозь звуковой хаос прорываются голоса гибнущих людей. На сцене — апокалипсис, светопредставление. Тьма и вспышки света.
51 (27). Эпилог. Покаяние Раскольникова. Сенная пустынна. Ни души во всем городе. И, может быть, во всём мире ни души. Легкий ветер блуждает по улицам города. На его фоне едва различимо вступает хор Эпилога, образуя как бы единый тембр со звуком ветра. Долго стоит на пустой сцене Раскольников, последний и единственный оставшийся в живых человек. Оглядывается в ужасе, словно осознавая свое одиночество:
«Это я убил тогда старуху-процентщицу топором… и ограбил».
В глубине сцены появляется Соня. Она медленно приближается к Родиону. Соня становится рядом с Раскольниковым. Свет медленно угасает. Две фигурки растворяются в зыбком тумане. Какую в жизни перемену готовит им судьба?.. Господи! Дай им сил!

## Сюжет в редакции постановки 2016 года

Постер постановки «Театра Мюзикла», Москва, 2016 год

В виду того, что опера писалась много лет и до сценического ее воплощения прошло более 30 лет, авторы либретто решили перенести действие в более близкое для зрителя время, в этой версии действие происходит в 90-е годы XX века, время к которому приклеился эпитет «лихое».
Часть эпизодов, судя по всему, происходит — по замыслу — в голове у Раскольникова. Про какие-то — например, сон «Убийство лошади» — это очевидно, про какие-то (например, происходящее после убийства Старухи) — менее.
Ниже описано, что происходит на сцене, без оценки, что из этого — кошмар и бред Раскольникова.

### Акт I
Шарманщик поёт об отличии человека от животного.
Мы в красках видим сон-кошмар Раскольникова, его воспоминание из детства: Мужик в красной рубахе издевается над своей полудохлой лошадью и бьёт её, чтобы заставить двинуться.
Раскольников просыпается из-за кошмара у себя в каморке. Он рассуждает об ужасах современной жизни и её неправильном устройстве, после чего печатает листовки и идёт в подземный переход агитировать людей за свои идеи.
В подземном переходе идёт торговля, в частности там расположен ларёк Старухи-Процентщицы. К старухе приходит Соня Мармеладова, чтобы отдать часть долга, но старуха не возвращает ей залог (паспорт), требуя вернуть долг полностью (и с двойными процентами). Когда Соня пытается отобрать паспорт силой, Старуха кусает её за палец.
Родион встречает своего студенческого друга, Разумихина, и идёт по его приглашению на вечеринку, посвящённую хэллоуину, где знакомится с «следователем по особо важным» Порфирием Петровичем, родственником Разумихина.
На вечеринке Родион также пытается рассказать народу о своих идеях, но оказывается высмеян Порфирием, — который доводит его мысли до абсурда, давая в своих рассуждениях тому право «кого хочешь убивать».
В переулке проститутки ищут клиентов. Появляется Свидригайлов, желающий снять одну из них. Внезапно появляется пьяная Соня, которая работает отдельно от группы проституток; те пытаются её прогнать, но Свидригайлову приглянулась именно она.
Родион, идущий с вечеринки, видит происходящее и при помощи полицейского не даёт Свидригайлову увести Соню — но та совсем не благодарна: «Тебе что, больше всех надо? Ты меня клиента лишил!».
Снова мы видим такой же, как и в начале, сон Раскольникова.
Когда Родион снова просыпается у себя в коморке, ему является видение матери, которая поёт ему колыбельную и велит почитать библию.
Бар. Народ выпивает. Мармеладов просит налить ему (у самого у него нет денег). Из любопытства Родион наливает ему водки, после чего Мармеладов начинает рассказывать о семье, о жене и дочке, в том числе о её профессии («Дочь телом торгует, чтоб пьян был отец! Кто первый мне скажет, что я не подлец?!».
Народ бурно реагирует на рассказ. Раскольников орёт, что народ ничем не лучше Мармеладова, которого осуждает, за что его избивают.
Раскольников просыпается у себя дома и решает, что жить так дольше нельзя, должен «переступить черту», «тут кровь нужна» (ария «Ты город одного дурного сна»).
Мы видим улицу, по которой прогуливаются почтенные люди. Здесь же мы видим и проституток. Один из их клиентов утверждает, что проститутка украла его кошелёк, пытается понять, «которая девка была со мной?», — и узнаёт Соню, после чего обвиняет её в воровстве.
Толпа немедленно ополчается на Соню и хочет её растерзать, но её защищает внезапно появляющийся Раскольников. Соня думает, что тот — сутенёр, заявляет, что ей не нужна его помощь и наносит ему удар по щеке опасной бритвой. Старуха-процентщица издевается над Родионом («что, не срослось, знать, что, чай, не спелось, видели тебя в гробу? Дармовщинки захотелось? Раскатал губу!..».
Прохожий шепчет Раскольникову: «Кабы эту бабу убить!». Толпа становится беснующимися тенями, подговаривающими к убийству Старухи. Раскольников обосновывает убийство математически и по («Одну убил — а сотню спас!»), но не хочет убивать, а рассуждения — «Это я так, для примера, для справедливости!», Шарманщик же то ли отговаривает от убийства, то ли подталкивает к нему: «А коли сам не убил бы — то и нет тут никакой справедливости».
Одна под дождём на улице, боящаяся людей, в переулке, Соня пытается понять себя, Родиона и что вообще происходит (ария «Боль и страх»).
Группа людей молится в церкви («Седьмой час»). Шарманщик спрашивает у каждого, предлагая ему топор: «А ты убил бы?». В конце концов топор оказывается перед Родионом: он берёт топор со словами «Пора узнать!». Родион с топором в руках поёт у себя в коморке арию «Что со мной», в процессе которой рассуждениями приходит к необходимости убить Старуху ("…Кто корень зла? Кто знак беды?! Эта старуха!..) и идёт на дело.
Раскольников убивает старуху у неё в ларьке. Тут же появляется толпа; у него отбирают топор, толпа начинает погромы и поджоги. Раскольников пытается остановить толпу, но ему отвечают словами его же манифеста («Ты что ль раб? И я не раб!», «Мы желаем через всё переступить!»).
Появляется ОМОН и арестовывает всю толпу, кроме Родиона. Появляется шарманщик и говорит Родиону: «Ты убийца!».

### Акт II
Раскольников просыпается у себя в комнате и думает, что убийство старухи ему приснилось, но понимает, что это было на самом деле, и начинает уничтожать следы (отмывать кровь с одежды, обуви). Он решает пойти выкинуть топор и сходить к месту преступления, посмотреть, нашли ли уже старуху. С третьей попытки Родион выкидывает топор и оказывается в подземном переходе (следов погрома нет, единственное, что не так — ларёк Старухи не работает). Уличный музыкант поёт о том, что «убили старую старуху», в числе прочего отмечая профессионализм убийцы («И никаких тебе улик!»). Из ларька выходит следственная группа во главе с Порфирием Петровичем, уносят труп старухи; Порфирий, осматривая улики, спрашивает у собравшейся толпы, не среди них ли убийца. Раскольников интересуется ходом расследования.
Полицейские приводят Мужика в красной рубахе, говоря, что он убийца. Тот отрицает обвинения, но Порфирий велит «В автозак его, там разберемся».
У себя дома Родион читает библию. В это время ему приходит повестка к Порфирию.
Порфирий у себя в кабинете играет на рояле. Родион приходит и говорит о том, что ничего не знает о деле старухи, на что получает ответ, что его пригласили побеседовать «на общие темы, о деградации общества». Раскольников читает результаты расследования, где видит, что Порфирий подозревает именно его, после чего орёт на Порфирия о своей невиновности. Порфирий говорит, что Раскольников убил Старуху потому, что в его листовке-манифесте написано «зло следует безжалостно уничтожать», после чего поёт романс о своей молодости. Пока Порфирий поёт, Раскольников листает дело, вырывает из него какую-то страницу и пытается уйти — но тут с ним происходит приступ. В тот же момент полицейские заводят мужика в красной рубахе, который сознаётся в убийстве.
Раскольников, идя от Порфирия, видит, как Соню увозит Свидригайлов, что приводит его в исступление (ария «Вот увели её туда…»).
Позднее Раскольников видит бредущую ночью домой Соню и идёт за ней. Придя к ней домой, он требует от неё почитать библию, чем доводит её до слёз, после чего отдаёт паспорт, который забрал у Старухи, убивая, и сознаётся ей в убийстве. Соня приказывает ему сознаться в убийстве публично, иначе сойдёт с ума. Раскольников отказывается. Соня прогоняет его («И сюда не появляйся никогда! За кровью — только темнота!»).
Выходя от Сони, Раскольников встречается с Свидригайловым, идущим к Соне, и грозит ему убийством, если тот ещё раз подойдёт к Соне.
Свидригайлов знает о том, что убил именно Раскольников; Свидригайлов предлагает Раскольникову свою дружбу и действовать совместно («Я губить молодых, вы старух убивать!») и хвалит Раскольникова за убийство, после чего рассуждает о вечности, сомневается в её реальности («А что когда вся ваша вечность ерунда, а там одна лишь банька с пауками!» и кончает жизнь самоубийством.
Раскольников сходит с ума и видит всё тот же сон про лошадь; на этот раз сон не обрывается, и Раскольников его видит полностью, вплоть до убийства лошади. После этого Раскольников сознаётся в убийстве.
Раскольников сидит в тюрьме. К нему на свидание приезжает Соня. Он её пытается прогнать («Я тебя не звал!»), но она признаётся ему в любви и они клянутся друг другу быть всегда вместе и помогать друг другу.
Шарманщик поёт мораль истории.

## Персонажи (версия 2016 года)
| Родион Раскольников    | Молодой студент. Убивает Старуху-процентщицу. |
| Соня Мармеладова       | Юная девушка. Вынуждена заниматься проституцией, чтобы заработать деньги на существование.                                                                                           |
| Господин S             | Олигарх. Эфебофил. Пользовался услугами Сони Мармеладовой. Поспособствовал схождению Раскольникова с ума, после чего самоубился.                                                     |
| Порфирий Петрович      | Следователь. Расследует убийство Старухи-процентщицы. |
| Мать Раскольникова     | Является Раскольникову во сне и просит его почитать библию. |
| Мужик в красной рубахе | Хозяин лошади, которую убили на глазах у Родиона в его детстве (что привело к психической травме). Главный герой кошмаров Родиона. Сознался в убийстве Старухи, которое не совершал. |
| Шарманщик              | Дух Достоевского, довлеющий над спектаклем и читающий мораль. |
| Мармеладов             | Безработный пьяница, отец Сони Мармеладовой. |
| Старуха-процентщица    | Пожилая женщина, занимавшаяся ростовщичеством, хозяйка ларька в подземном переходе.                                                                                                  |
| Уличный музыкант       | Инвалид, вероятно, афганской (а может и ещё какой-то) войны. Живёт на улице, попрошайничает, поёт о том, что видит.                                                                  |

## Актёрский состав (постановка 2016 года)
| Роль                   | Артисты                                                                                           |
| ---------------------- | ------------------------------------------------------------------------------------------------- |
| Родион Раскольников    | Денис Котельников, Станислав Беляев, Александр Казьмин, Александр Бобров                          |
| Соня Мармеладова       | Екатерина Новосёлова, Теона Дольникова, Галина Безрук, Мария Биорк, Ася Будрина, Ксения Лазаревич |
| Господин S             | Евгений Вальц, Александр Маракулин, Константин Иванов, Андрей Бирин                               |
| Порфирий Петрович      | Ефим Шифрин, Владимир Ябчаник, Максим Заусалин                                                    |
| Мать Раскольникова     | Анна Гученкова, Елена Моисеева                                                                    |
| Мужик в красной рубахе | Алексей Петрухин, Андрей Гусев                                                                    |
| Шарманщик              | Константин Соколов, Андрей Вальц, Андрей Гусев, Алексей Петрухин                                  |
| Мармеладов             | Антон Дёров                                                                                       |
| Старуха-процентщица    | Антон Аносов, Татьяна Токарева                                                                    |
| Уличный музыкант       | Марат Абдрахимов, Станислав Сазонов                                                               |

## Актёрский состав (постановка 2021 года)
| Роль                                | Артисты                                                               | Артисты                                                                                           |
| Роль                                | КСК «Тинькофф-Арена»                                                  | Филармония им. Д. Д. Шостаковича                                                                  |
| ----------------------------------- | --------------------------------------------------------------------- | ------------------------------------------------------------------------------------------------- |
| Родион Раскольников                 | Ярослав Баярунас                                                      | Ярослав Баярунас, Михаил Глекель, Сергей Денисов                                                  |
| Соня Мармеладова                    | Дарья Скоблина                                                        | Дарья Скоблина, Дарьяна Коровашкова, Дарья Захаро                                                 |
| Господин S                          | Андрей Карх                                                           | Андрей Карх                                                                                       |
| Порфирий Петрович                   | Игорь Шумаев                                                          | Игорь Шумаев, Игорь Бессчастнов                                                                   |
| Мать Раскольникова                  | Дарьяна Коровашкова                                                   | Дарьяна Коровашкова, Любовь Штарк                                                                 |
| Мужик в красной рубахе              | Андрей Быковский                                                      | Андрей Быковский                                                                                  |
| Мармеладов                          | Константин Китанин                                                    | Константин Китанин, Ефим Хесин                                                                    |
| Катерина Ивановна, жена Мармеладова | Дарья Захаро                                                          | Дарья Захаро                                                                                      |
| Старуха-процентщица                 | Олег Калабаев                                                         | Олег Калабаев                                                                                     |
| Отец Раскольникова                  | Сергей Денисов                                                        | Сергей Денисов                                                                                    |
| Шарманщики                          | Алексей Белкин, Павел Мамаев, Дмитрий Шихардин                        | Алексей Белкин, Павел Мамаев, Дмитрий Шихардин                                                    |
| Гулящие девицы                      | Светлана Вильгельм, Анастасия Воротникова, Татьяна Коробова           | Светлана Вильгельм, Анастасия Воротникова, Татьяна Коробова, Мария Миронова, Мария фон Шлиппенбах |
| Странницы                           | Екатерина Баринова, Олеся Жукова, Елизавета Махнач, Марислава Осипова | Екатерина Баринова, Олеся Жукова, Елизавета Махнач, Марислава Осипова                             |
| Скрипач в кабаке                    | Виктор Рапотихин                                                      |                                                                                                   |
| Городовой                           | Антон Дурахов                                                         |                                                                                                   |
| Студент (соло)                      | Владимир Карапетов                                                    |                                                                                                   |
| Родя (Раскольников в детстве)       | Дмитрий Орлов                                                         | Дмитрий Орлов                                                                                     |
| Дети Катерины Ивановны              | Майя Рогулина, Мирон Мурик                                            |                                                                                                   |
| Девочка, видение Свидригайлова      | Серафима Плащевская                                                   |                                                                                                   |
| Мальчик беспризорник                | Даниил Артемьев                                                       |                                                                                                   |

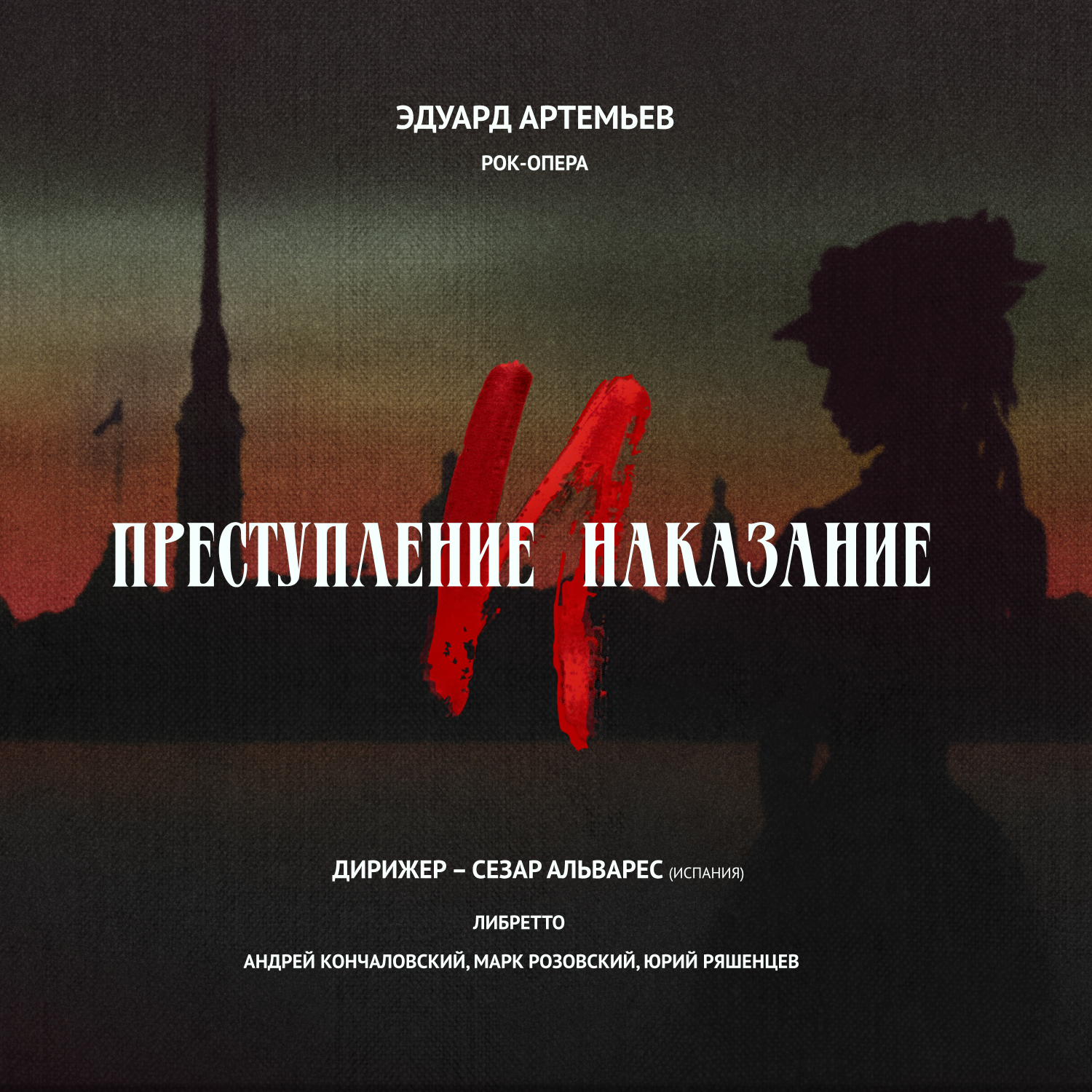
Постер к постановке 1 декабря 2021 года. КСК «Тинькофф-Арена», Санкт-Петербург

Музыкальные коллективы и исполнители:
Симфонический оркестр Санкт-Петербургской государственной консерватории им. Н. А. Корсакова, художественный руководитель — Алексей Васильев
Медная группа симфонического оркестра Мариинского театра
Хор Михайловского театра, художественный руководитель — Владимир Столповских, хормейстер — Сергей Циплёнков
Соло, ритм, электрогитары — Виталий Прусаков, Роман Май
Бас-гитара — Золтан Рейналди
Синтезаторы, электропиано — Александр Дубовой, Артём Пантелеев, Евгений Руденко, Ксения Фёдорова, Александр Григорьев
Ударные — Михаил Истратов
Соло на баяне — Никита Алымов

## Постановочная часть (2021 год)
Музыкальный руководитель проекта: Эдуард Артемьев
Дирижёр: Сесар Альварес (Испания)
Режиссёр-постановщик: Ольга Маликова
Художник по костюмам: Иван Глазунов
Художник по свету: Евгений Ганзбург
Видеоряд (на премьере показан не был): Антон Алексеев, Дмитрий Грошиков, Ольга Маликова, Артемий Артемьев, Наталья Кожевникова
Педагоги-репетиторы: Владимир Ябчаник, Наталья Подгородинская, Андрей Котов
Концертмейстеры: Александр Ларионов, Андрей Телков, Марина Николя, Юрий Гончаров
Звукорежиссёры: Борис Алексеев, Михаил Сомов, Алексей Бахвалов, Дмитрий Задунайский
Ассистент художника: Ольга Глазунова
Ассистент режиссёра: Юлия Рогулина
Продюсер оригинальной аудиоверсии: Александр Вайнштейн
Исполнительный продюсер проекта: Наталья Орлова
Координатор проекта: Артемий Артемьев
Редактор, пресса, PR: Наталья Кожевникова
Технический директор проекта: Елизавета Гелярти
Ассистент технического директора проекта: Артём Титанян
Организационное обеспечение проекта: Анастасия Погорелова, Ксения Голощапова, Елизавета Орлова, Светлана Горун

## Музыка

### Музыкальные номера (версия 2016 года)
| Акт I - «Баллада Шарманщика» — Шарманщик - «Первый сон — Убийство лошади» — Мужик в красной рубахе, Раскольников-ребёнок, ансамбль - «Манифест Раскольникова» — Раскольников - «Уличный музыкант» — Уличный музыкант - «Слыхали» — Соня, Старуха-процентщица, Раскольников, ансамбль - «Студенческая вечеринка» — Порфирий, Раскольников, ансамбль - «Уличный музыкант (реприза)» — Уличный музыкант - «Проститутки» — ансамбль - «Романс Господина S» — Господин S - «Соня, Родион, Господин S, Полицейский» — Соня, Раскольников, Господин S, Полицейский - «Второй сон — убийство лошади» — Мужик в красной рубахе, ансамбль - «Явление матери» — Раскольников, Мать Раскольникова - «Колыбельная матери» — Раскольников, Мать Раскольникова - «Родион и библия» — Раскольников, ансамбль - «Пьяницы и Мармеладов» — Мармеладов, ансамбль - «Рассказ Мармеладова» — Мармеладов, Раскольников, Мужик в красной рубахе, ансамбль - «Ты город одного дурного сна» — Раскольников - «Жизнь прекрасна» — ансамбль - «Воровка» — ансамбль - «Соня, Раскольников и толпа» — Соня, Раскольников, ансамбль - «Толпа и старуха» — Старуха-процентщица, ансамбль - «Кабы эту бабу убить» — Раскольников, Шарманщик, ансамбль - «Боль и страх» — Соня - «Седьмой час» — Шарманщик, ансамбль - «Что со мной?» — Раскольников - «Раскольников и Шарманщик» — Раскольников, Шарманщик - «Убийство старухи» — Мужик в красной рубахе, Раскольников, ансамбль | Акт II - «Раскольников отмывает кровь» — Раскольников - «Родион прячет топор» — Таджик, Раскольников - «Уличный музыкант (реприза)» — Раскольников, Уличный музыкант - «На месте преступления» — Порфирий, Раскольников, Мужик в красной рубахе, ансамбль - «Колыбельная Порфирия» — Порфирий, Раскольников - «Монолог Раскольникова» — Раскольников - «У Порфирия» — Порфирий, Раскольников - «Романс Порфирия» — ПорфирийРоссия - «Признание мужика» — Полицейский, Порфирий, Раскольников - «Уличный музыкант (реприза)» — Уличный музыкант - «Веточка вербная» — Соня, Господин S - «Вот увели её туда» — Раскольников - «Шарманщик, Родион и Соня» — Шарманщик, Раскольников, Соня - «Соня читает библию» — Соня, Раскольников - «Сознайся» — Соня, Раскольников - «Родион и Господин S. Объяснение» — Раскольников, Господин S - «Кредо Господина S. Объяснение» — Господин S - «Третий сон — убийство лошади» — Мужик в красной рубахе, Уличный музыкант, ансамбль - «Уличный музыкант (реприза)» — Уличный музыкант - «Дуэт Родиона и Сони» — Раскольников, Соня, Шарманщик, ансамбль |

В постановке 2016 года (выпускающий дирижёр — Арсентий Ткаченко, дирижёр — Сергей Иньков, музыкальный руководитель — Татьяна Солнышкина) помимо живого исполнения камерного ансамбля звучит запись оркестра народных инструментов. Это было сделано для того, чтобы по возможности сохранить звучание партитуры Эдуарда Артемьева, которую сложно и дорого исполнять задуманным количеством музыкальных инструментов в режиме регулярного проката рок-оперы.

### Оркестр
| Деревянные духовые                         | Гитары                         |
| ------------------------------------------ | ------------------------------ |
| 2 Флейты, Флейта II = Альт-флейта (в G)    | Акустическая гитара            |
| 2 Гобоя, Гобой II = Английский рожок (в F) | Электро-гитара I               |
| 2 Кларнета (в B)                           | Электро-гитара II              |
| 2 Фагота                                   | Двенадцатиструнная гитара      |
| Медные духовые                             | Ритм-гитара                    |
| 4 Валторны (в F)                           | Бас-гитара                     |
| Корнет (в B)                               | Народные инструменты           |
| 3 Трубы                                    | Аккордеон I                    |
| 4 Тромбона                                 | Аккордеон II                   |
| Туба                                       | Балалайки I                    |
| Ударные                                    | Балалайки II                   |
| Литавры                                    | Альт-балалайки                 |
| Треугольник                                | 2 Kazoo (жалейки)              |
| Тамбурин                                   | Клавишные                      |
| Барабан                                    | Акустическое пианино I         |
| Малый барабан                              | Акустическое пианино II        |
| Ковбеллы                                   | Рояль                          |
| Бонгос                                     | Электрическое пианино I        |
| Томы                                       | Элетрическое пианино II        |
| Шейкер                                     | Клавишно-духовые и синтезаторы |
| Деревянные ложки                           | Organetto autentico (шарманка) |
| Кнут                                       | Orgatetto                      |
| Тарелки                                    | 4 Синтезатора                  |
| Большой барабан I                          | Клавинет                       |
| Большой барабан II                         | Keyboard                       |
| Там-там                                    | Salterio (гусли)               |
| Тарелка хай-хет                            | Calliope (паровой орган)       |
| Ударная установка                          | Часы                           |
| Драм-машина                                | Часы с кукушкой                |
|                                            | Sound FX                       |
| Колокольчики                               | Sampler                        |
| Колокола                                   | Струнные                       |
| Глокеншпиль                                | Скрипки I                      |
| Вибрафон                                   | Скрипки II                     |
|                                            | Альты                          |
| II Арфы                                    | Виолончели                     |
| Челеста                                    | Контрабасы                     |

В силу быстрой технической эволюции электронных инструментов, в отличие от инструментов акустических, синтезаторы и программы к ним, использованные композитором и обозначенные в оригинальной партитуре, к моменту сценической постановки или морально устарели, или перестали существовать. В помощь современным постановщикам композитором предлагается запись 2007 года, по которой нужные тембры могут быть идентифицированы и эмулированы имеющимися в распоряжении постановщиков средствами.

## Постановки
| Город (страна)           | Компания                                                             | Театральная площадка | Дата открытия | Дата закрытия | Кол-во спектаклей |
| ------------------------ | -------------------------------------------------------------------- | --- | ------------- | ------------- | ----------------- |
| Москва (Россия)          | АНО «Театр мюзикла»                                                  | «Театр мюзикла» | 17.03.2016    | 18.06.2017    | 89                |
| Москва (Россия)          | АНО «Театр мюзикла»                                                  | театр «Россия» | 15.11.2017    | в прокате     | 16 (на 2.12.2017) |
| Санкт-Петербург (Россия) | Фонд «Общество возрождения художественной Руси 1915»                 | КСК «Тинькофф Арена» Архивная копия от 20 декабря 2021 на Wayback Machine                                                 | 01.12.2021    |               | 1                 |
| Санкт-Петербург (Россия) | Санкт-Петербургская академическая филармония имени Д. Д. Шостаковича | Санкт-Петербургская академическая филармония имени Д. Д. Шостаковича Архивная копия от 20 декабря 2021 на Wayback Machine | 06.12.2021    |               | 1*                |

* избранные сцены из оперы

## Награды и номинации
| Год  | Премия          | Категория                     | Номинант                          | Результат |
| ---- | --------------- | ----------------------------- | --------------------------------- | --------- |
| 2017 | «Золотая маска» | Лучший мюзикл                 | Преступление и наказание          | Номинация |
| 2017 | «Золотая маска» | Лучшая работа режиссёра       | Андрей Кончаловский               | Номинация |
| 2017 | «Золотая маска» | Лучшая женская роль в мюзикле | Мария Биорк за роль Сонечки       | Победа    |
| 2017 | «Золотая маска» | Лучшая мужская роль в мюзикле | Владимир Ябчаник за роль Порфирия | Номинация |
| 2017 | «Золотая маска» | Лучшая работа художника       | Мэтт Диили (Англия)               | Номинация |
| 2017 | «Золотая маска» | Лучшая работа композитора     | Эдуард Артемьев                   | Победа    |